# Ókori zsidó irodalom
Az ókori zsidó irodalmi emlékek nyelve elsősorban héber, de néhány fennmaradt mű arámi nyelven íródott (Dániel könyve, Esdrás könyve, Genesis Apocryphon). A korai zsidó irodalom emlékei mindenekelőtt a Biblia első részében, az Ószövetségben maradtak fenn, a legutóbbi kutatások azonban ezt az anyagot egyéb értékes leletekkel egészítették ki: feliratokkal, a Holt-tengeri tekercsekkel, néhány geniza-töredékkel, stb. Ide tartozik az ismert apokrif iratok egy része is. Az ókori héber irodalom azon a területen keletkezett, amely a Kr. e. 11. század második fele, az állammá szerveződés időszaka után Izrael országa volt, ezért tisztán földrajzi szempontból az óizraeli irodalom elnevezés is elfogadható.

## Archaikus héber irodalom

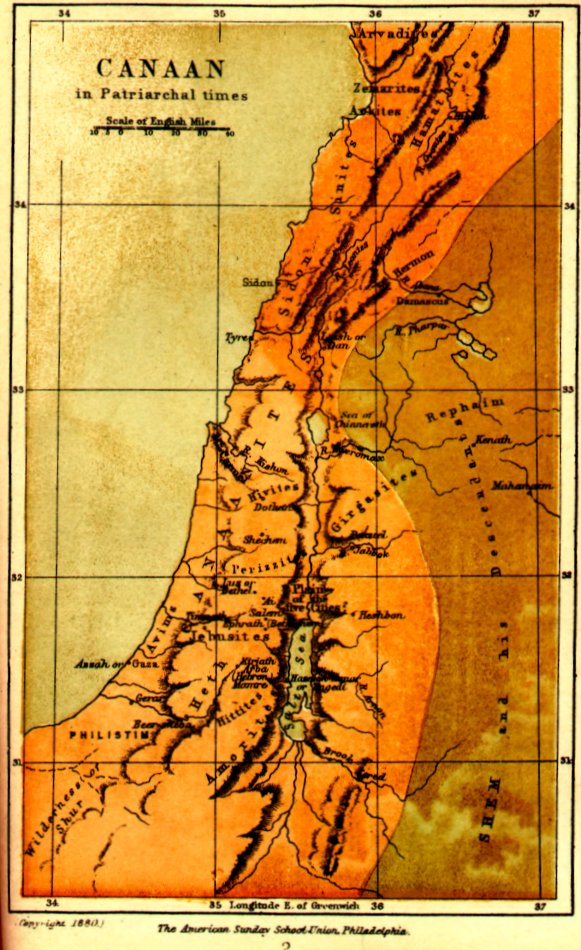
Az archaikus héber irodalom és az ókori Kánaán területén élő törzsek orális költészete szinte nyomtalanul elveszett

Az archaikus héber irodalom, a Kánaán területén a Kr. e. 2. évezred közepén megtelepedő, részben arámi, részben déli és délkeleti eredetű törzsek orális költészete szinte nyomtalanul elveszett. A későbbi munkák legfeljebb egy-egy rövidebb idézetet tartottak fenn belőlük, mint például Lámekh énekét vagy Mirjam énekét. Néhány fennmaradt töredék Kánaán zsidó törzsek általi elfoglalásáról szól, ilyen a Jahve harcainak könyvéből, tehát egy jóval későbbi gyűjteményből ismert földrajzi katalógus. Szintén archaikus szövegemlék a híres Kut-dal (Num 21:18), amely az ősi héber verselést, a szómetrikát őrzi. A költészet nem csupán szóbeli volt, hanem a verseket feltehetőleg énekkel, hangszeres kísérettel adták elő, s a győzelmi dalok kartáncához kötődtek.
A Kánaán földjére betelepülő törzsek kezdettől fogva szoros kapcsolatba kerültek a kánaáni városállamok politikai, gazdasági életével, kultúrájával, s ez döntő hatást gyakorolt rájuk. Számos elemet vettek át a kánaáni vallásból, irodalomból, ez világosan felismerhető a költészet stílusváltozásán és a hagyományok témabővülésén. Az archaikus költészet verselése a Kr. e. 12. század körül a kánaáni típusú verselésnek adta át helyét. Erre a verselési típusra az ismétlés sajátos rendszere jellemző. Azok a költői emlékek, amelyek ebből az időszakból fennmaradtak, olyan szó- és csoportismétlésekre épülnek, mint például az ugariti irodalom, vagy az egyiptomi Tell Amarnában talált Kr. e. 14. századi levéltár kánaáni leveleinek költői részei. Az archaikus szövegemlék, a Mirjam éneke is ekkor bővült hosszabb költeménnyé (Ex. 15:1-18). Ebből az időszakból valóak a héber irodalom első, nagyjából boztosan datálható emlékei, például Debóra éneke (Kr. e. 1125 körül, Bileám jóslatai közül az első három (Num. 23-24, Kr. e. 12. század első fele), s a zsoltárok legkorábbi szövegei is. Minden bizonnyal ekkor kezdődött meg a történeti és a mitológiai hagyományok kialakulása is. Bizonyos, hogy a mezopotámiai kultúra néhány eleme a kánaáni kultúra részeként került át az izraeli hagyományba (kozmogónia, theomachia-mítoszok, vízözön, stb.).
A Kr. e. 12. század utolsó harmadától a Kr. e. 11. század utolsó harmadáig tartó időszak a törzsek kultikus szerveződésének, illetve katonai összefogásának kora, amelyet bibliai kifejezéssel élve a bírák korának nevezünk. Ekkor alakult ki az a hagyományanyag, amelyet később a Bírák könyve és Sámuel könyvei dolgoztak fel. Ezekben a könyvekben több, önálló költemény is fennmaradt, például Hanna imája, illetve a prózai elbeszélések közül Sámson története, Jefta és leánya. E korszak végén íródott a Jákób áldásának első formája is. Egy fennmaradt mese, Jótám meséje a kor irodalmi életének gazdagságáról tanúskodik. A folklór műfajai ebben az időszakban már szinte bizonyosan kialakultak, ahogy a kultikus költészet első formái is. Talán ebből az időszakból erednek a legkorábbi törvények, köztük a Tízparancsolat is.

## Az egységes királyság irodalma
A korai zsidó irodalom fejlődésének tetőpontja az egységes királyság kora (Kr. e. 11. század vége – Kr. e. 10. század vége), amely a történeti hagyományban három uralkodó, Saul, Dávid és Salamon nevéhez köthető. Az egységes zsidó állam a korábban önálló, de a bírák korában már alkalmi szervezetekbe tömörülő törzsek egyesülésével jött létre, s külső függetlenségét elsősorban a filiszteusokkal szemben kellett megóvnia. Ez sikerült, s Izrael hamarosan kereskedelmi és politikai kapcsolatokat épített ki a szomszédos népekkel és országokkal, elsősorban Föníciával, Dél-Arábiával, valamint Egyiptommal. Létrejött a központosított államszervezet, erős hadsereg alakult, s a vallás intézményei is államivá lettek. Mindeme fejlődés élénk irodalmi életet vont maga után. Dávid, aki fiatal korában -kora több harcosához hasonlóan- lantjátékos volt, s már király korából néhány hiteles, vagy legalábbis az ő korából származó éneket hagyott hátra (Dávid-gyászdal), ami azért is lényeges, mert azt mutatja, hogy a zsidó irodalom szintje elérte az irodalmi kompozíció lényegességét, a költeményeket már nem csupán szájhagyomány őrizte, hanem véglegesen rögzített, írásos formában hagyományozódtak tovább. A kor irodalma mindazonáltal a kor ellentmondásait is tükrözte, a centralizált államhatalom erőteljes bírálata szólal meg az előző korszak legendás alakja, Sámuel beszédében (1 Sám 8: 11-18). A tizenkét zsidó törzs szövetségére épülő állam egységének ideológiáját írja le a Jákob áldása című költemény, illetve a valamivel később keletkezett Mózes áldása.
A Kr. e. 10. század elején jelent meg a történetírás. A fordulópont Saul és Dávid uralkodása volt: A Saulra vonatkozó hagyomány még erősen népies színezetű, egymáshoz nem kapcsolódó, önmagukban is kerek egészet adó epizódókból állt. Ezeket minden bizonnyal utólag gyűjtötték össze a nép ajkáról, illetve a részt vevők emlékezetéből. A Dáviddal foglalkozó történeti anyag azonban -bár vannak benne főképp a király ifjúságához kapcsolódó néphagyományok is- egészében egy udvari krónikás létére, illetve annak pontosan vezetett feljegyzéseire utal. Itt már kortárs irodalomról beszélhetünk, nem csupán az udvari krónikában, hanem a királlyal foglalkozó elbeszélésirodalomban, novellisztikában is. Dávid és Batseba története (2 Sám. 11) vagy Absalóm lázadása, a legkiemelkedőbb héber történeti novella korántsem eszményíti a királyt. Régebben többen is úgy vélték, hogy az Ószövetség a korai időkre vonatkozó anyagát egy, mára elveszett őseposzból merítette. E feltevés tévesnek bizonyult, tény, hogy nem létezett izraeli nemzeti eposz, s a Dávid-történetek is a történetírással rokon prózai irodalomhoz tartoznak. A Kr. e. 10. század elején kezdődő udvari történetírás a régmúlt hagyományai iránt is felkeltette a figyelmet. Ez idő tájt jelent meg a papi értelmiség művelt rétege, amely vállalkozott a fontosnak számító hagyományok feljegyzésére vállalkozott. A régmúlt iránti érdeklődés első nyomait azok a hitvalló formulák jelentik, amelyek röviden, s nem titkolt didaktikus célzatosággal foglalják össze az izraeli törzsek történetét (pl. Deut. 26: 5-10; Jós. 24: 2-15; Zsolt. 136 stb.) Ezeket azok a gyűjtemények követik, amelyek a témának a nép száján élő feldolgozását tartalmazzák, először talán az úgynevezett Laikus forrás, majd az úgynevezett Jahvista forrás. A korszak kiemelkedően nagy irodalmi remeke a József története.
Salamon kora az Izrael számára a virágzás kora volt. Felépült a jeruzsálemi templom, s ezzel párhuzamosan a kultusz rendszeres kiépülése a liturgikus költészet felvirágzását jelentette. Jól felismerhető, hogy ebben számos idegen hatás is érvényesült, például egyiptomi vagy föníciai példák. Salamon kora a legkülönfélébb külső irodalmi elemeket fogadta magába. Egy sor ószövetségi szöveg, többek közt a neki tulajdonított bibliai könyvek -amelyek minden bizonnyal nem az ő munkái- az ő korában készült. Amenemopet intelmeinek egy része szó szerinti fordításban, illetve kivonatban szerepel A példabeszédek könyvében. Feltehető, hogy a zsoltárköltészet főbb műfajai is e korban alakultak ki. A zsoltárok mellett e korba sorolhatjuk a héber bölcsességirodalom első munkáit is, valamint hasonló lehetett a helyzet a szerelmi, illetve a lakodalmi költészettel is (Énekek éneke).
Salamon király uralmának kezdetén jelent meg az őstörténeti hagyományok új szempontú rendszerezése, az úgynevezett Elóhista forrás, a korszak végén pedig, amikor a mezopotámiai irodalom hatása a politikai helyzet alakulása miatt felerősödik, közvetlenné válik, kezdetét veszi a babiloni mitológia bizonyos formában történő adaptációja is. Ez a magyarázata annak, hogy néhány mezopotámiai mítosz két formában is bekerült az Ószövetségbe, a korábbi forma a kánaáni kultúra örökségeképpen, a későbbi pedig az ekkorra közvetlenné vált mezopotámiai hatás alatt; ez utóbbiak végleges formájukat a Papi kódexben nyerik csak el.

## A kettős királyság korának irodalma
A Kr. e. 10. század végén, Salamon halála után Izrael két részre szakadt, az északi Izraelre ls a déli Júdára; kettőjük közül Izrael volt az erősebb. A két ország hamarosan ütközőponttá vált. A Kr. e. 9. század – Kr. e. 8. században Asszíria a Földközi-tenger partvidéke, majd Egyiptom felé terjeszkedett, s bekebelezte Izraelt is, amely Asszíria egyik tartománya lett (Kr. e. 721). Júda önálló történelme valamivel tovább tartott, a területet Asszíria bukása után, Kr. e. 587-ben hódította meg Babilon. A kettős királyság, noha éles irodalmi polémiában állt egymással, nem szakított meg egymással minden kapcsolatot, s sosem távolodott el annyira egymástól, hogy az irodalmi élet is végérvényesen kettéváljon. Az irodalmi élet közösségének egyik legfontosabb jele, hogy a két királyság -természetesen külön-külön vezetett- évkönyve, Izrael királyainak krónikás könyve, illetve Júda királyainak krónikás könyve, párhuzamosan halad, s az anyagukból szerkesztett krónikás mű a korszak végére datálható Királyok könyvei. Izrael és Júda királyait kölcsönösen egymás uralkodási éveivel datálta, ez egyúttal a Kr. e. 10. századi történetírás folytatására is utal. Az újabb történeti műveket (a kortársi feljegyzéseket) egyre jobban átitatta azonban a papi ideológia, s Dávid korának szépirodalmi jellegű történetírása fokozatosan a tendenciózus ideológiájú papi történetírásnak adta át helyét. A Királyok könyvei így is becses anyagot tartalmaznak, készítőik anyagukba a nép körében kialakult hagyományokat is felvették. Illés és Elizeus próféták legendáiban a történeti mag köré már legendás burok rakódott, s ez világosan a folklór-eredetre utal. Népi szemléletről tanúskodik több történet éles társadalomkritikája is, például a Nábót szőleje (1 Kir. 21), de ugyanakkor talán irodalmi indíttatású a királyság kettészakadását elmesélő történet (1 Kir. 12, lásd Gilgames és Agga).

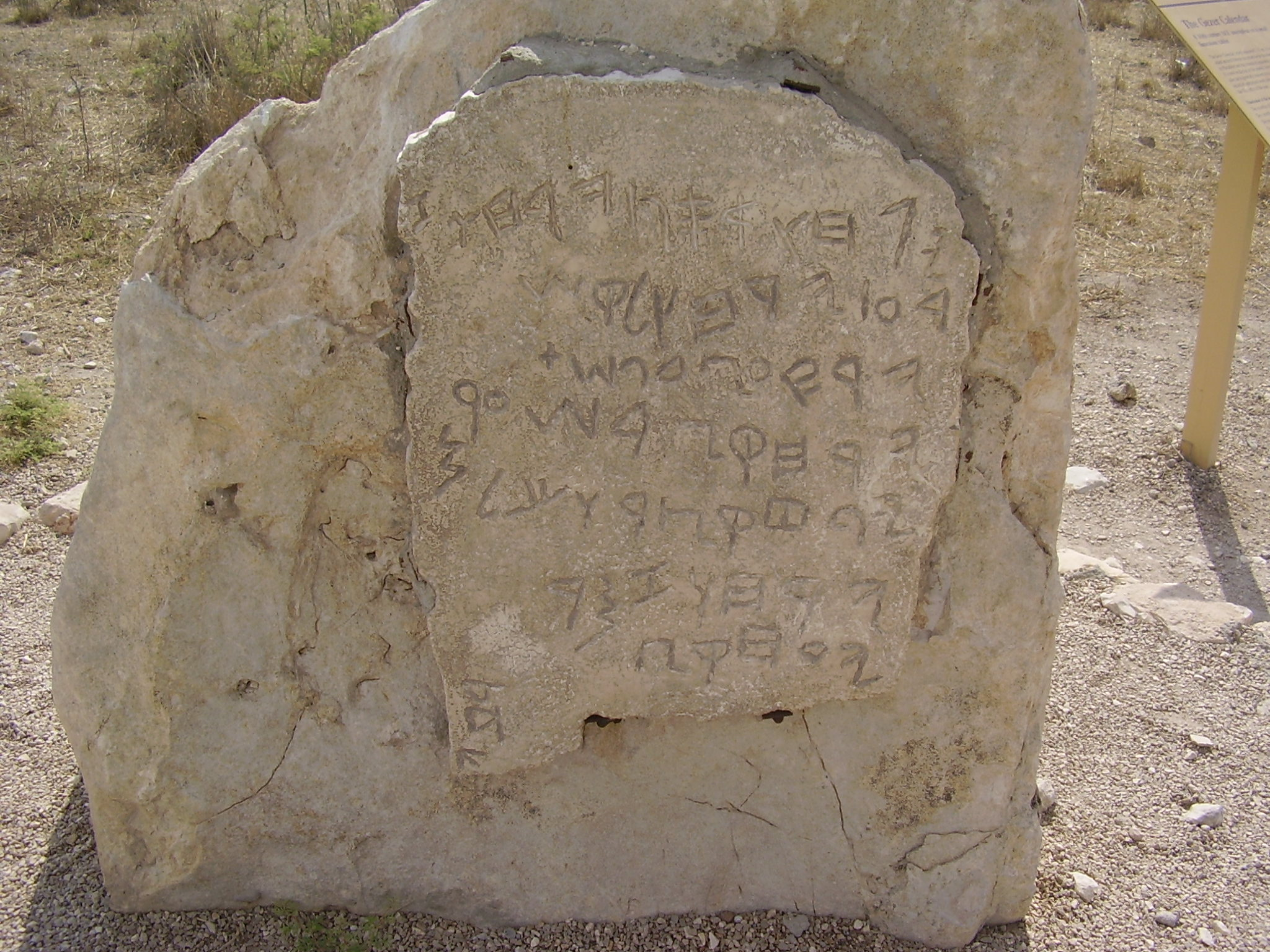
A gézeri parasztnaptár másolata

Ebből az időszakból Izraelben, illetve környékén több fontos felirat került elő, például a Gézeri parasztnaptár, vagy a Siloah-felirat. A Biblia egy helyén említi is Absalóm feliratát, azonban a feliratirodalom legjellemzőbb ókori műfaja, a királyfelirat (lásd: Asszír királyfeliratok) Izraelben nem ismeretesek, noha környezetében készült ilyen (Mésa felirata), méghozzá héber nyelven. Ennek okát nem tudjuk, elképzelhető, hogy az ókori Izraelben az udvari krónika és a történetírás szolgálta azt a célt, amit a környező királyságokban a királyfelirat. Ez magyarázatot adna az izraeli történetírás fejlettségének meglepő voltára környezetének krónikairodalmához (például a Babiloni krónika) képest.
A Kr. e. 8. század második felében kezdődött el a próféták kora. A klasszikus prófétizmus (Kr. e. 8. század – Kr. e. 4. század) még nem jövendőmondás, hanem egyfajta publicisztika volt. A próféta határozott, önálló egyéniség, aki nézeteit a közügyekben is nyilvánosan hirdette, ezekért személyes sorsával vállalt felelősséget, olykor egészen a haláláig tartó üldöztetésig. Maga a prófétai beszéd a szóbeli közlés műfaja, egy konkrét alkalom szülte, s vagy maguk a próféták, vagy a tanítványaik jegyezték le őket, s ezután írásban hagyományozódtak tovább. A próféták Isten (Jahve) küldötteinek mondták magukat, de az elhivattatásuk körülményeiről adott saját beszámolóik mind az Ókori Kelet irodalmában (például Kabti-iláni-Marduk), mind a klasszikus világban (Hésziodosz) párhuzamokra találnak, egyfajta irodalmi toposzt képviselnek. A beszédek tárgya a felszínen legtöbbször vallási, de a felszín mögött a kor nemzetközi politikájába vagy a belpolitikai kérdésekbe való beleszólás rejlik. Felelősségük közös, társadalmi felelősség, s ez egyben irodalmi egyéniségüket is megszabta. A végleges mű, mint irodalmi tényező már korábban is megjelent, de a szerző neve eddig csak királyok esetében volt fontos; e korban viszont a próféták neve egyfajta minősítő értékké vált. Az e kort megelőző prófétákról csupán legendák vagy történelmi hagyományok tudósítanak, e kor prófétáinak legtöbb munkája a szerző neve alatt maradt fenn. A próféták közül időrendben Ámosz az első, a 8. században működött Mika, Hóseás és a kor legnagyobbja, Jesajá; a Kr. e. 7. század második felében Cefánjá, Habakuk, Náhum s a század legnagyobbja, Jeremiás. Fennmaradt munkáik természetesen nem mentesek a későbbi betoldásoktól, a Kr. e. 7. század végétől fogva az anonim költészet gyakran használta fiktív szerzőnévként valamely próféta nevét. A betoldások semmit sem vonnak le a prófétai beszédgyűjtemények művészi-irodalomtörténeti értékéből. E korban jelenik meg a tudós szöveggondozó, az „írnok” alakja is, például Jeremiás írnoka, Barukh ben Nérija ilyen alak volt. A kor irodalmának a prófétai életműveken kívül a Deuteronomium a legfontosabb emléke. Megtalálásának története fiktív (2 Kir. 22-23), az úgynevezett Ős-Deuteronomium fikció, a tekercset minden bizonnyal Jósijáhu király írnokai szerkesztették, hogy a Kr. e. 621. évi vallási és kulturális reformokat egy Mózestől eredendőnek mondott művel szentesíthessék. Ez az esemény is jelzi, hogy milyen fontos szerepük volt a korban az írnokoknak.

## A babiloni fogság irodalma
A Kr. e. 6. században Izraelnek nem csupán történelmében, hanem irodalmában is új szakasz kezdődött. A babiloni korszakot megelőző évtizedek bel- és külpolitikai válsága az országot katasztrófába sodorta: Babilon hódítása az államiság időleges megszűnését, valamint jelentékeny népcsoportok deportálását jelentette („babiloni fogság”). A kor irodalmának ismét a próféták voltak a kimagasló képviselői, közülük a legnagyobb Ezekiel, de rajta kívül Obádjá, később Haggaj és Zakarjá, valamint az anonim művek, amelyek közül a legkiemelkedőbbek mint Deutero-Jesaia, más néveb Babilono Névtelen, illetve Trito-Jesaia ismeretesek. Jeruzsálem pusztulását gyászolja a siratóénekek műfajában a Siralmak könyve. Szintén ebben az időben készült el az úgynevezett Papi kódex, amely a korábban már rendszeresen feldolgozott őstörténeti hagyományokat egy új, alaposan rendszerezett könyvben foglalta össze a világ teremtésétől a sivatagi vándorlás végéig. A műlegfőbb érdeme a hagyományok demitologizálása volt, erre következetesen monoteista ideológiája indította. A mű merev, mechanikus, költői magaslatokba csupán ritkán emelkedik.

## A perzsa kor irodalma
Az irodalmi élet fejlődésének egy bizonyos pontján az ókori keleti irodalmak csaknem mindegyikében felmerült az igény a múlt irodalmi emlékeinek tudós gondozására. Ez a filológiai munka, amely Izraelben az ószövetségi kánon fokozatos kialakulásához vezetett, részben az elavult, vagy más, főleg vallási okból kifogásolt szövegek mellőzésével, részben pedig a fenntartásra érdemesnek ítélt szövegek gondozásában nyilvánult meg. A kanonizálás megkezdésekor Izraelben is -az ókori kelet többi országához hasonlóan- tematikus gyűjtemények álltak. Amikor az Achaimenida uralkodók lehetővé tették az állami és a vallási élet újjászervezését, hatalmas gyűjtő-rendszerező munka kezdődött meg. E munka a perzsa korban, s főképp Nehemjá (Kr. e. 5. század második fele) és Ezra (Kr. e. 400 körül) bontakozott ki. A legnagyobb tett a Tóra végső formájának kialakítása volt, ehhez a korábbi őstörténeti elbeszélő műveket, a Laikus, Jahvista, Elóhista forrást (innen ered ezek „forrás” megnevezése), a Papi kódexet, a Deuteronomium ősi magját használták fel. A Tóra megszerkesztése nem egyszeri összeillesztés, hanem hosszú időn át, több szakaszban végzett munka, elképzelhető, hogy előzményei még a babiloni fogság előtt, esetleg alatta kezdődtek. Az új mű lényegesen különbözött az összes részelődjétől: az elődök mind vallási-ideológiai szempontokat érvényesítettek, míg a Tórára inkább a dokumentatív szándék jellemző. A mű eredeti alakjában egy könyv volt, s csak később bontották, feltehetően gyakorlati okokból öt részre (Genesis, Exodus, Leviticus, Numerii, Deuteronomium). A hagyomány a Tórát Ezra munkájának tartja, de valószínűbb, hogy Ezra, aki különben valóban az írnok méltóságát viselte, inkább az eszmei kezdeményező lehetett, mintsem maga az írnok-szerkesztő. Körülbelül ugyanebben az időben ment végbe a nagy történeti könyvek megszerkesztése, illetve végső lezárása is (Jósua könyve, Sámuel könyvei, Királyok könyvei). Egy új, az egész történelmi hagyományanyagot átfogó mű is készült, a Krónikák könyvei, néhol máshonnan ismeretlen forrásanyag alapján, de e munka minden történeti értéke mellett sem éri el a korábbi hasonló témájú munkák színvonalát.
A perzsa korban nem csupán irodalomtörténeti és filológiai munka folyt, a kor megújult irodalma eleven alkotóerőről tanúskodik. Az e korban készült munkák nem a múltba visszatekintő jámborságot, hanem a vallásos világkép megrendülését sugallják. E könyvek, a héber gondolatirodalom kiemelkedő munkái, a sors, az isteni gondviselés és igazságosság kérdéseivel foglalkoznak, s a kételyekből próbálnak -filozófiai síkon a héber irodalomban első ízben- világképet építeni (Jób könyve, A prédikátor könyve). A próféták kora lassan lejár, Maleákí, Jóél, Deutero-Zakarjá nem túl jelentős írásait ismerjük. Az egyiptomi zsidó telepesek hagyatékában került elő az Ahikar-regény legkorábbi szövege.

## Hellenisztikus kor
A hellenisztikus kor irodalmát a témák, műfajok tarkasága jellemzi. Új az épületes, vagy szórakoztató irodalom, amely egyelőre a történelmi elbeszélésekre korlátozódott. Az ilyen jellegű művek közt e korból nézve valósággal archailusnak számít Ruth könyve. Prófétai kalandregény, de a rigorózus vallásossággal szemben humanizmust hirdet Jónás könyve, amely -indokolatlanul- a prófétai könyvek közé került. Az elmúlt évszázadokhoz kapcsolódik, többé-kevésbé anakronisztikusan Dániel könyvének első része, Eszter könyve, Judit könyve, Tóbiás könyve.
A régibb korok irodalmi hagyatékának kanonizálása a Tóra példájának hatására tovább folytatódott. Feltehetőleg ekkor zárták le véglegesen a prófétai könyveket, illetve a Kötubim gyűjteményének legtöbb iratát, mindenekelőtt a legkülönbözőbb kisebb gyűjteményekből (Águr, Lemuél) és változatos közmondásokból mechanikusan összeállított A példabeszédek könyvét, valamint a Zsoltárok könyvét. A Kr. e. 2. századra az ószövetségi kánon nagy vonalakban véglegessé vált, és kialakult a héber Biblia (Tanakh). A korábbi évszázadok azon anyaga, ami nem került be a kánonba, elveszett. A kor új alkotásai már csak részben kerültek be a héber kánonba (Dániel könyve és Nabunáj imája), am azok, amelyek kimaradtak, nem feltétlenül vesztek el. A zsidó diaszpóra, főként az egyiptomi, erősen hellenizálódott zsidóság nem tartotta magát szigorúan a jeruzsálemi mértékhez, irodalmi élete is sok tekintetben szabadabb volt, így sok olyan könyv maradt fenn náluk (néha csak görög) fordításban), amely kimaradt a héber kánonból (Judit könyve, Tóbit könyve, Bél és a Sárkány, Zsuzsanna története, Manasse imája, Jeremiás levele). Azokat a munkákat, amelyek a héber kánonból hiányoznak, de benne vannak az alexandriai kánont képviselő Septuagintában, deuterokanonikus vagy apokrif könyveknek nevezzük. Ez az irodalom a kor olvasmányigényéről ad képet, amelyet a kanonikus könyvek már nem tudtak kielégíteni. Az olvasmányirodalom kialakulásában minden bizonnyal közrejátszott a hellenizmus kultúrájának egyébként is felismerhető hatása.
A kanonizálás kísérőjelensége volt, hogy minden egyes irathoz igyekeztek szerzőt találni. A kánon legtöbb könyvének, a prófétai iratokon kívül tulajdonképp valamennyinek nincsen szerzője, az alapszövegek már eredeti formájukban anonim iratok voltak. A későbbi kidolgozások sem kapcsolhatóak egy-egy szerzőhöz. A szerkesztés, mint ezt a mezopotámiai irodalom perzsa és hellenisztikus kori hagyományozásának példája egyértelműen bizonyítja, általában nem egyetlen ember, hanem egy egész írnokiskola műve, gyakran több nemzedéken át. Így a nagy gyűjteményekhez aligha köthető egyetlen szerző, a szerzőnevet tehát utólag kellett kitalálni, így került a kánon nagy gyűjteményeinek legtöbbje fölé fiktív szerzői név (ugyanez a jelenség Mezopotámiában is megfigyelhető). Így a Tóra szerzője Mózes lett, a zsoltároké Dávid, a bölcsesség-könyveké Salamon, stb. Az is előfordult, hogy a szerzőt a könyv főszereplői közül választották ki, például Jósuát vagy Sámuelt. Elképzelhető, hogy ez a jellegzetesen ókori keleti eljárás indította el azt a gondolatot, amely végül az egész Biblia istentől szó szerint inspirált, voltaképp írt voltának tanához vezetett.

## Makkabeus- és római kor
Az ókori héber irodalom utolsó korszaka a Makkabeusok felkelése (Kr. e. 166) körüli évtizedektől a Róma-ellenes háború (66 – 70) koráig, esetleg Bar Kohba felkeléséig (132 – 135) tartott. A bibliai irodalomtörténet ezt az időszakot intertestamentális (az Ó- és Újszövetség közötti) periódusnak nevezi. A régi hagyományt gondozó tudósok ekkor zárták le végleges formában az Ószövetség könyveit, s magát a kánont is. Egy-két könyvet még kiegészítettek újabb keletű anyaggal, például a Zsoltárok könyvét vagy Dániel könyvét, de a kortárs irodalom általánosságban már kimaradt a szent könyvek jegyzékéből. A kánon végleges összeállítását Jamnia város rabbinikus iskolája végezte el az 1. század – 2. században. Ítélkezésük alapja a szigorú vallásosság volt, vitás esetekben azonban az értékes irodalmi emlékek megmentésének szándéka is vezethette őket, így került végül a kánonba -igaz, hosszas viták után- az Énekek éneke, a Prédikátor könyve, illetve Eszter könyve is. A kanonizáló eljárás egyik elve az volt, hogy a kirívóan újkeletű munkákat mellőzni kell, ezek egy része azonban az alexandriai kánonba mégis bekerült, például a Széfer Ben Szíra, Salamon bölcsessége, Barukh könyve, Makkabeusok könyvei.
A korszak irodalmi élete nem korlátozódott a történelmi Izrael (ekkor már Judaea) területére, hanem kiterjedt a diaszpórára, s ezzel a hellenisztikus világba integrálódott. A diaszpórában, ezen belül is különösen Alexandriában szabadabb szellem uralkodott, mint Judaeában. Megváltoztak a nyelvi viszonyok is, a héber, amely élő nyelvként hamarosan kihalt, irodalmi nyelvként élt tovább. A lakosság beszélt nyelve Judaeában az arámi lett, Egyiptomban pedig a görög. Ez sajátos irodalmi kétnyelvűséghez vezetett, ebben az időben már sok mű eleve nem héber nyelven íródott, hanem arámiul vagy görögül. A görög jelentőségét a héber irodalom történetében fokozta az egyiptomi zsidóság használatára készült görög Ószövetség-fordítás, a Septuaginta, amely révén a klasszikus héber irodalom utat talált a görög-római világba.
Policentrizmus nem csupán földrajzi értelemben alakult ki: a kor eszmei ellentétei az irodalomban is kifejeződtek. A kor történelmét a függetlenségi háborúk, a belső konfliktusokkal küzdő önálló állam, később a Róma elleni tragikus küzdelem jellemzi. E harcok következményeképp az irodalom is többrétűvé vált, az egyes pártok a szent könyvekben kerestek igazolást, így ezek az iratok nem csupán tulajdon valójukban vettek részt az irodalmi életben – ebből a korból valók a héber Biblia első ismert másolatai (Holt-tengeri tekercsek, Nash papirusz), illetve az első tematikus antológiák (florilegium, testimonium), amelyek nagy száma a Biblia széles körű ismeretére utal -, hanem a hozzájuk fűzött magyarázatok (midrás, peser) révén is. A magyarázatok irányzatok szerint mások és mások voltak, a szadduceusok a konzervatív irányzatot képviselték, a farizeusok felfogását a demokratizmus és a szabadelvűség jellemezte, az esszénusok a kor közmegítélése szerint eretneknek számítottak. A Kr. e. 1. század végén a szanhedrin (papi főtanács) és a bét hammidrás (az értelmezés háza) foglalkozott hivatalosan, mintegy hivatásszerűen a Biblia értelmezésével, vezető képviselőik, Sammaj, illetve Hillél, később Gamaliél, továbbá a Jamniai iskola alapítója, Jóhanan ben Zakkaj, végül a Bar Kochba felkelés szellemi nagysága, Akiba ben Jószéf, a rabbinikus irodalom megalapozói és első nagyságai voltak. A hivatalos vallásosság sokakat még a leghaladóbb formában sem elégített ki, így azt a szerepet, amit korábban a próféták élőszóban előadott beszédei játszottak, most írásban terjesztett művek, röpiratok töltötték be. Ezeket összefoglaló néven apokalipsziseknek nevezzük. Jellemzőjük a pszeudonimitás, az ismeretlen szerzők, akiknek legfeljebb pártállása sejthető, valamelyik bibliai szereplő szájába adják saját korukra, esetleg a közvetlen jövőre vonatkozó szavaikat. Így jelentek meg mind kisebb iratok (Ádám és Éva élete, Hénokh apokalipszise, Noé apokalipszise, Ábrahám apokalipszise, Jákób és fiai apokalipszise, Mózes apokalipszise, Salamon apokalipszise, Illés apokalipszise, Jesajá apokalipszise, Jeremiás apokalipszise, Barukh apokalipszise, Ezékiel apokalipszise, Jób apokalipszise, Ezra apokalipszisei, stb.), mind pedig nagyobb terjedelmű kompilatív jellegű iratok (Jubileumok könyve, A tizenkét ősatya testamentuma). Ezek a munkák, noha eredetileg héber vagy arámi nyelven íródtak, ránk többnyire görögül, esetleg szír, kopt, örmény, arab, latin, stb. fordításban maradtak, mivel „eretnekségük” miatt a hivatalos zsidó irodalmi élet kivetette őket, igaz viszont, hogy sok közülük utat talált az ókeresztény irodalomba. A zsidó szellemi élet irodalmilag legtermékenyebb irányzata az esszénusok laza szervezetű, de egy időben a Holt-tenger vidékén kolostort is fenntartó mozgalma volt. Szembehelyezkedtek a hivatalos jeruzsálemi vallásosság minden formájával, így nem csupán önálló bibliaértelmezést, hanem kiterjedt saját irodalmat is alkottak. Könyvtáruk egy része a Holt-tengeri tekercsek révén maradt fenn, s ez bebizonyította, hogy a kor apokrif irodalmának jó része vagy egyenesen esszénus körökből származik, vagy legalábbis igen közel áll ezek gondolatvilágához.

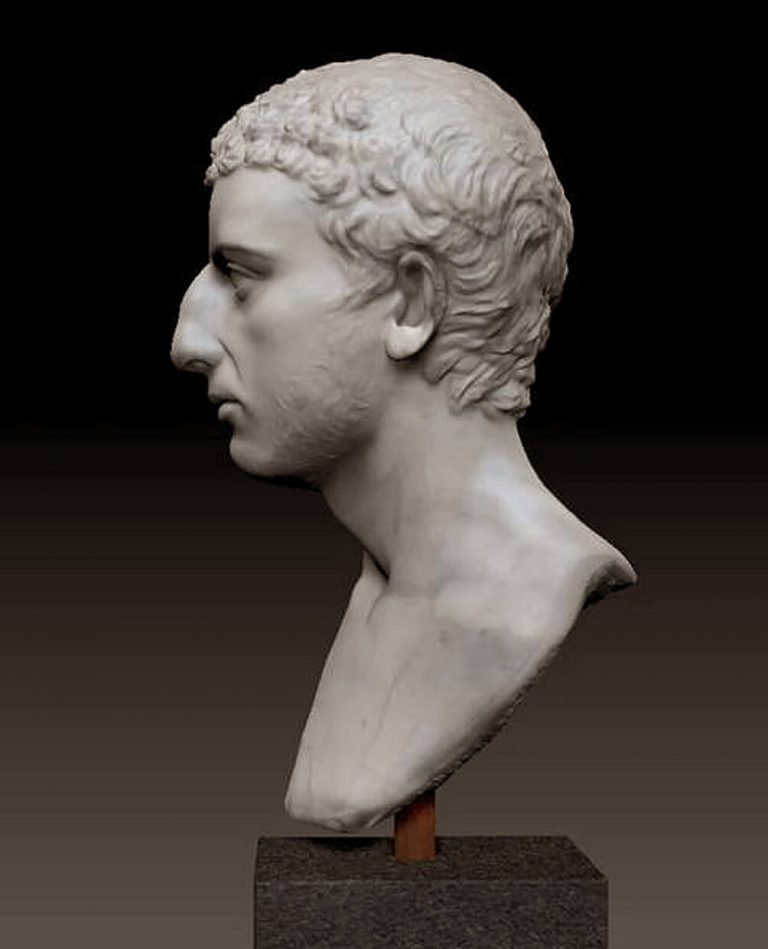
Iosephus Flavius történetíró a zsidó hagyományok ismeretében görögül mesélte el a zsidók történetét a kezdetektől Júdea pusztulásáig

A kor héber irodalmának peremén, a hellenisztikus világ kultúrájában azok a már hellenizálódott vagy romanizálódott körök álltak, amelyek tudatosan vállalták a hagyományos zsidó irodalom és a görög-hellenisztikus kultúra egymáshoz közelítését. Ezek nevesebb képviselői Arisztobulosz, Artapanosz, Démétriosz (a „kronográfus”), Ezekhiélosz, Philón Bübliosz, Pszeudo-Ariszteasz, Pszeudo-Eupolemosz, Pszeudo-Hekataiosz, Pszeudo-Hüsztaszpész, Pszeudo-Phókülidész, s valamennyi közül a legnagyobb, Philón, az alexandriai filozófus, majd a kor legvégén Josephus Flavius, aki a Biblia szinte teljes anyagát görögös formába öntötte.
A makkabeusok politikai győzelme (165-ben) szellemi téren is éreztette hatását. A Holt-tengeri tekercsek azt mutatják, hogy lázas tempóban indult meg a bibliai iratok másolása. Ebben az időben készült a főleg gnómákat tartalmazó Széfer Ben Szíra, amelynek eredetije jórészt előkerült a genizából és Maszadából. Erre az időre esik a Qóhelet könyvének arámiból héberre való fordítása is. Az egyes bibliai könyvek kommentártöredékeiben az agada születése is megfigyelhető. Az 1. században keletkezett, eredetileg héber nyelvű szertartáskönyv a világ teremtésétől Saul haláláig költötte újra a Bibliát. E mű már tudatos agadikus tendenciát mutat. E mű görögre, majd latinra fordítva később Pszeudo-Philón néven vált ismertté. A 2. századból származó Bar Kochba-levelek a köznyelvre vonatkozólag nyújtanak felvilágosítást. E század legnagyobb alkotása az első zsidó törvénykönyv, a Misna, amely hat részben, úgynevezett „rendszerben” (széder) foglalja össze a jogrendszert. Nyelve a bibliából táplálkozó, megújult héber. Ezen kívül más, nem hivatalos törvénygyűjtemények is voltak, az önállóan másolt Toszefta és a Talmudban idézett Bárájtá.
A 2. század elején Palesztinában is működött egy görög akadémia. A rómaiak által meghódított országban a hódítók terjesztették a görög nyelv és irodalom ismeretét, az előbbiről a szótárnyi kölcsönszó tanúskodik a Talmudban és a Midrásban. A görög filozófiát csupán kevesen ismerték, de a prédikátorok a Biblia görög fordítását használták. A görög-római jog formulái is ismertek voltak, valamint sok görög monda, illetve közmondás. A természettudományi ismeretanyag szintén görög eredetű.
Alexandriában az 1. században mintegy félmillió zsidó élt. Mivel nagy létszámuk antiszemitizmust váltott ki, kiegyenlítődést kerestek a zsidó és a görög világnézet közt. Így Alexandria lett a zsidó-hellenisztikus kultúra székhelye, a Bibliát is itt fordították le görögre. A héber nyelv lassan feledésbe merült. A bibliai elbeszéléseket, törvényeket allegorizálták, Ezekhiélosz az egyiptomi kivonulást drámában dolgozta fel. Josephus Flavius Rómában a zsidó hagyományok ismeretében görögül mesélte el a zsidók történetét a kezdetektől 66-ig, a zsidó háborút pedig a makkabeusoktól Júdea pusztulásáig. Munkája propagandairat és apológia egyben, az anyaországi zsidóság szerepének és felelősségének tisztázása.

## Talmudi kor
A talmudi kor két színtere Palesztina és Babilónia volt. Mindkét országban a Misna magyarázatával és bővítésével foglalkoztak, e munka eredménye az arámi nyelvű Gemára lett. E kettő alkotja együtt a Talmudot. Szerzői az amórák.
Palesztinában kezdetben a patriarcha égisze alatt zavartalanul működhettek a tanházak, ennek Nagy Konstantin türelmetlensége vetett véget. II. Theodosius elvette polgárjogukat, valamint megnehezítette vallásgyakorlásukat. Ez siettette, hogy a palesztinai Talmudot 400 körül lezárják. A Római Birodalom keleti felében nagyszámú zsidóság élt, zömük még a babiloni fogság óta. Élükön politikai vezető, az exilarcha állt. Az anyaországban tapasztalható fokozódó elnyomás hatására a tanítók és a tanulók Sura, Nehardea és Pumbedita tanházaiba települtek át. Rab Asi és Rabina 500 körül lezárta a babilóniai Talmudot is. (→Középkori zsidó irodalom)

## Ókori zsidó irodalom magyar nyelven

### Biblia magyar nyelven
- Biblia több kiadásban, például: Szent Biblia – azaz Istennek Ó és Új Testamentomában foglaltatott egész Szent Írás, magyar nyelvre fordította Károli Gáspár, Magyar Bibliatársulat, Budapest, 2001, ISBN 963-300-857-3

### Hellenisztikus zsidó irodalom magyar nyelven
- Apokrifek (szerk. Vanyó László), Bp., Szent István Társulat, 1980, ISBN 963-360-110-x, 366 p (2. kiadás: 1988, ISBN 963-360-363-3, 435 p)

(Tartalom (2. kiadás): [1.] A Tamás-akták gyöngyhimnusza [2.] A János-akta Krisztus-himnusza [3.] Poimandrész [4.] Hénokh könyve [5.] Mózes (Ádám) apokalipszisze [6.] Ezdrás apokalipszisze [7.] Az XII. patriarka végrendeletei [8.] Töredékek a Péter evangéliumából [9.] Péter kérügmája [10.] Péter apokalipszisze (töredék) [11.] Nikodémus evangélium (2. rész) [12.] Mátyás hagyományai [13.] Héberek szerinti evangélium (töredékek) [14.] Az ebioniták szerinti evangélium töredékei [15.] Az egyiptomiak szerinti evangélium töredékei [16.] Tamás evangélium [17.] Az Igazság evangéliuma [18.] Jakab ősevangélium [19.] Mária mennyekbe való átviteléről "A" változat [20.] Mária mennyekbe való átviteléről "B" változat)
- Iosephus Flavius: A zsidók története (XI–XX. könyv, ford. Révay József), Európa Könyvkiadó, Budapest, 1980, ISBN 963-07-1973-8, 686 p
- Iosephus Flavius: A zsidó háború (ford. Révay József), Talentum Kiadó, Budapest, 1999, ISBN 963-645-041-2, 623 p
- Iosephus Flavius: Apión ellen, avagy a zsidó nép ősi voltáról (ford. Hahn István), Helikon Kiadó, Budapest, 1984, ISBN 963-207-835-7, 135 p
- Jób testamentuma (ford. Adorjáni Zoltán), L'Harmattan Kiadó, Budapest, 2011, ISBN 978-963-236-419-3, 211 p
- Alexandriai Philón jelentése a Gaius Caligulánál járt küldöttségről, Attraktor, 2010, ISBN 9789639857513, 120 p
- Alexandriai Philón: De vita contemplativa, L'Harmattan Kiadó, Budapest, 2008
- Alexandriai Philó: Mózes élete (ford. Fischer Gyula), Népszerű Zsidó Könyvtár, é. n., 97 p
- Philón: Mózes élete, Atlantisz Könyvkiadó, Budapest, 1994, ISBN 963-7978-53-4, 155 p
- A próféták élete. Zsidó szentéletrajzok az ókorból (ford. Xeravits Géza), L'Harmattan Kiadó, Budapest, 2010, ISBN 978-963-236-321-9, 122 p
- Szabó Xavér: Salamon zsoltárai, L'Harmattan Kiadó, Budapest, 2009, ISBN 978-963-88356-1-1, 161 p

### Talmúd magyar nyelven
- Pirké ávót, több fordításban a magyar zsidó imakönyvekben.
- Derech erec, in: Krausz Sámuel: Talmudi életszabályok és erkölcsi tanítások, Budapest, 1894, Az Izraelita Magyar Irodalmi Társulat (IMIT) kiadványa.
- Huber Lipót: A Talmud, különös tekintettel az Új-Szövetségre, Szerzői kiadás, Budapest, 1897, 280 p (elektronikus elérés:  és )
- Frisch Ármin: Szemelvények a Biblia utáni zsidó irodalomból, Pallas Irodalmi és Nyomdai Rt., Budapest, 1906 (reprint kiadás: Auktor Könyvkiadó, Budapest, 1993, ISBN 963-7780-24-6, 413 p), 77–151. oldala
- A Talmud magyarul, fordította Luzsénszky Alfonz, Budapest, 1911. [több kiadásban] (reprint kiadás az 1940-es kiadás alapján: Gede Testvérek Bt., Budapest, 2002, ISBN 963-9298-33-6, 208 p, elektronikus kiadás az 1922-es kiadás alapján: , , )
- A Talmud könyvei, fordította és összeállította Molnár Ernő, Korvin Testvérek Könyvnyomdája, Budapest, 1921–1923 (reprint kiadás: IKVA kiadó, Budapest, 1989, ISBN 963-0265-11-7, 516 p, elektronikus elérés:  Archiválva 2016. április 18-i dátummal a Wayback Machine-ben)
- A Talmud – A Babilóniai Talmud, válogatta és fordította Domán István, Orex Bt., Budapest, 1994, ISBN 963-8126-04-3, 209 p